# Pomnik konny Fryderyka V Oldenburga
Pomnik konny Fryderyka V Oldenburga − monument znajdujący się na placu Amalienborg w Kopenhadze.
Przedstawia siedzącego na koniu króla Danii Fryderyka V Oldenburga. Fryderyk ubrany jest w antyczny strój, na głowie nosi wieniec laurowy, prawą dłoń wspiera na regimencie. Pomnik, zamówiony przez Duńską Kompanię Wschodnioindyjską, zaprojektowany został przez Jacques'a Saly'ego w stylu neoklasycystycznym w 1768 roku. Został odlany z brązu w 1771 roku. Widoczna dostojność i spokój króla są cechą charakterystyczną duńskich reprezentacji monarchów. Pomnik jest uważany za jeden z najznakomitszych pomników konnych swego czasu.

## Tło
W 1752 Saly'emu zlecono zaprojektowanie rzeźby króla Fryderyka V na koniu, która miała stanąć na dziedzińcu pałacu Amalienborg. Zlecającym był Adam Gottlob Moltke, szef Duńskiej Kompanii Wschodnioindyjskiej. Pomnik miał być prezentem dla króla. Sfinansowanie pomnika zaoferowała Kompania Moltkego, jednakże to rząd królewski wybierał rzeźbiarza. Hrabia Johann Hartwig Ernst von Bernstorff napisał list do duńskiego posła przy dworze francuskim, Joachima Wasserschlebe, w którym nakazał odnalezienie odpowiedniego artysty pochodzenia francuskiego. Edmé Bouchardon odrzucił złożoną mu przez Duńczyka ofertę, proponując na to stanowisko Jacques'a Saly'ego. Saly zażądał wysokiej sumy za wykonanie modelu, oraz sfinansowania jego pobytu w Kopenhadze. Korona duńska sfinalizowała kontrakt wiosną roku 1752, jednakże ze względu na natłok pracy rzeźbiarz dotarł do Danii dopiero 8 października 1753, zabierając ze sobą rodziców, dwie siostry i przynajmniej jednego asystenta. Prace nad pomnikiem rozpoczęły się jeszcze tego samego roku.
Saly zaprezentował królowi pierwszy szkic pomnika 4 grudnia 1754 roku. Król zatwierdził projekt w sierpniu 1755, po czym rzeźbiarz rozpoczął dokładne studium nad końmi z królewskich stajni. Mały model rzeźby zaprezentowany został władcy w listopadzie 1758. Odlewy tego modelu znaleźć można w Państwowym Muzeum Sztuki w Kopenhadze. Po aranżacji odpowiedniego studia, Saly kontynuował pracę nad dużym modelem pomnika konnego w latach 1761-1763 Gipsowy model zaprezentowany został członkom Akademii, oraz królowi 3 lutego 1764 roku. Przygotowania do wykonania odlewu z brązu zajęły cztery kolejne lata. 2 marca 1768 roku odlew został wykonany przez Francuza Pierre'a Gorsa. Rok 1768 jest oficjalnie uważany za rok ukończenia pomnika.

## Pomnik

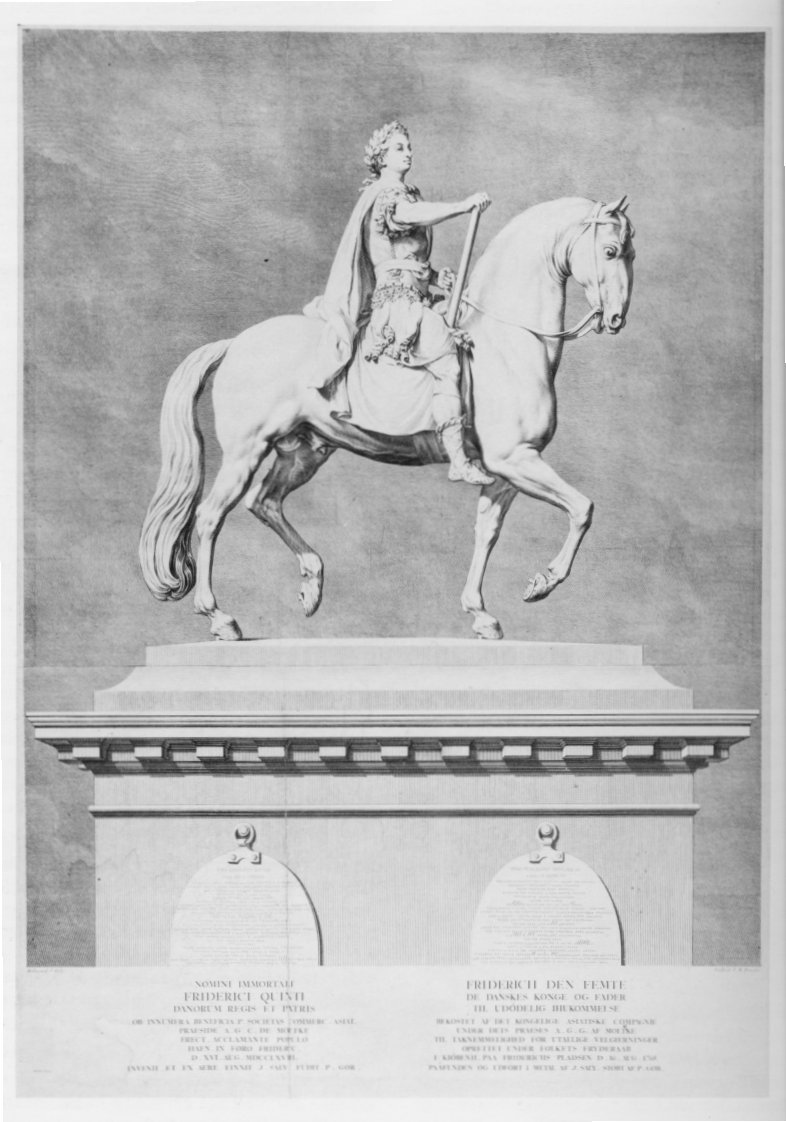
J. M. Preisler, ryt z 1769.

Odlew z brązu, wykonany 2 marca 1768,  ważył 22 tony. Kolejne trzy lata zajęła finalizacja pomnika, który zainaugurowany został w 1771 roku. Wliczając podstawę, rzeźba mierzyła prawie 12 metrów. Saly zeznał, iż wielką inspiracją dla jego pracy był pomnik konny Marka Aureliusza w Rzymie oraz konny pomnik Henryka IV z Pont Neuf. Jednak, być może jego największą inspiracją był pomnik Ludwika XV (zniszczony w trakcie Rewolucji francuskiej) autorstwa Edmé Bouchardona, znajdujący się na placu Ludwika XV, obecnie Plac de la Concorde. Został on ukończony właśnie wtedy, gdy Saly wyruszył do Danii.
Saly stworzył najpierw realistycznych rozmiarów porter króla. Wykonał kilka małych odlewów z brązu, z których ostatni został zaakceptowany przez Fryderyka V w 1755 roku. Zaczął następnie studiować konie z królewskich stajni. W 1758 przygotował model mający metr wysokości, który spotkał się z pochwałą króla. Kopie odlewów wciąż zobaczyć można w muzeach Kopenhagi. Portret króla, który przedstawia go jako rzymskiego cesarza ukoronowanego wieńcem laurowym, został jednakże zagubiony.

## Ryt i medale
Johan Martin Preisler wykonał ogromny ryt  (1769) w celu uczczenia skonstruowania pomnika. Duńska Kompania Azjatycka wybiła dwa pamiątkowe medale, jeden wykonany przez Johana Henrika Wolffa, a drugi przez Daniela Jensena Adzera. W 1770 roku na placu postawiona została podstawa pod pomnik. Odkrycie w pełni kompletnego pomnika miało w końcu miejsce 1 sierpnia 1771 roku, pięć lat po śmierci króla Fryderyka V w roku 1766. Podstawa pomnika poddana została renowacji w latach 1997-1998.

## Kanon Kultury Duńskiej
W XXI wieku komitet Kanonu Kultury Duńskiej zwrócił uwagę na to, iż pomnik, który powstawał przez 14 lat, kosztował więcej niż cztery budynki pałacowe otaczające plac Amalienborg. Pomnik uważany był za klejnot tego wyrafinowanego środowiska, twór, który mógł powstać wyłącznie w tamtym czasie. Został zachowany do dziś w niezmienionym stanie, w przeciwieństwie do wielu innych figur z brązu, które były przetapiane na broń. Obraz autorstwa Vilhelma Hammershøi, Plac Amalienborg, Kopenhaga przedstawia pomnik w centralnej, monumentalnej roli.

## Galeria

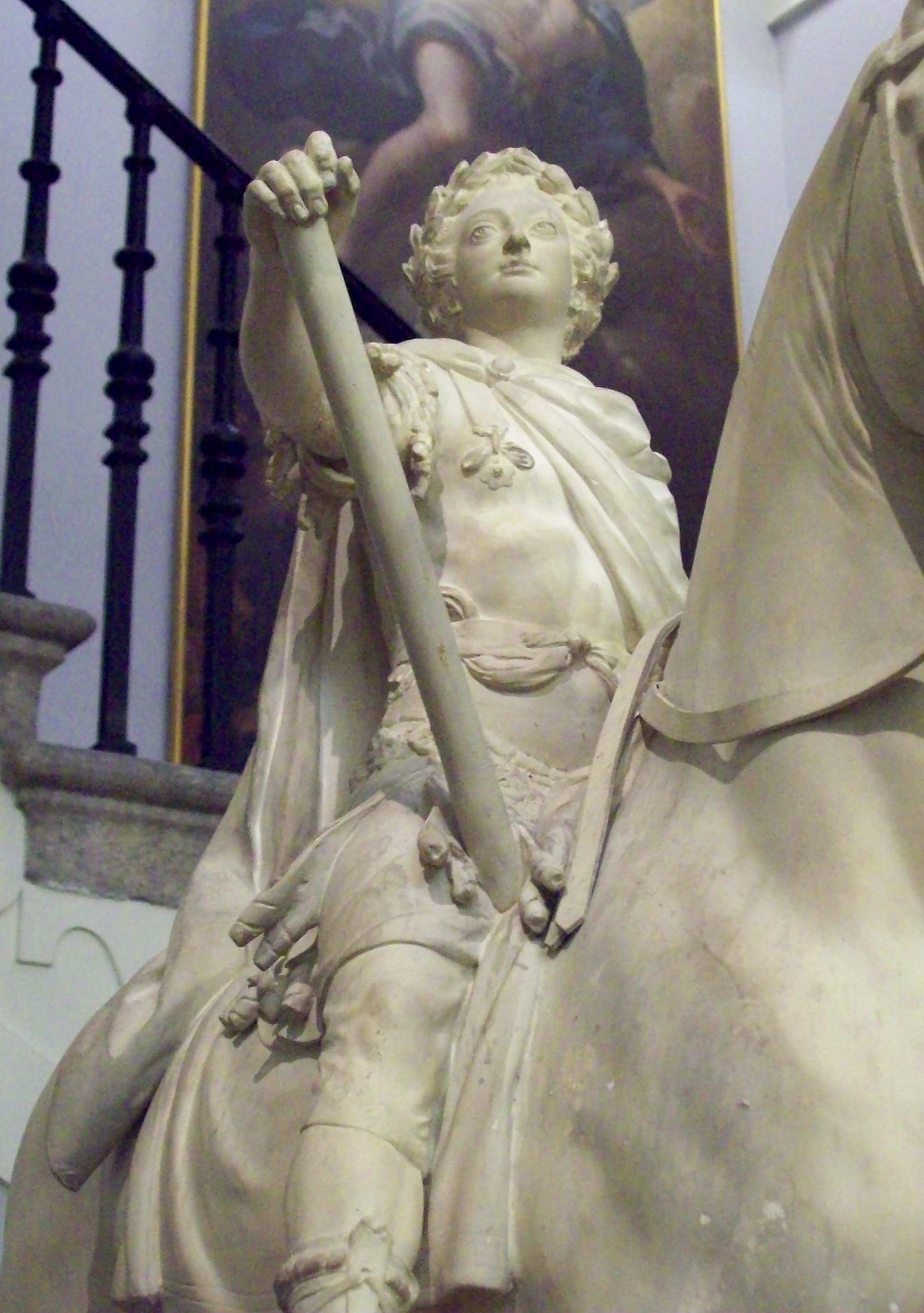
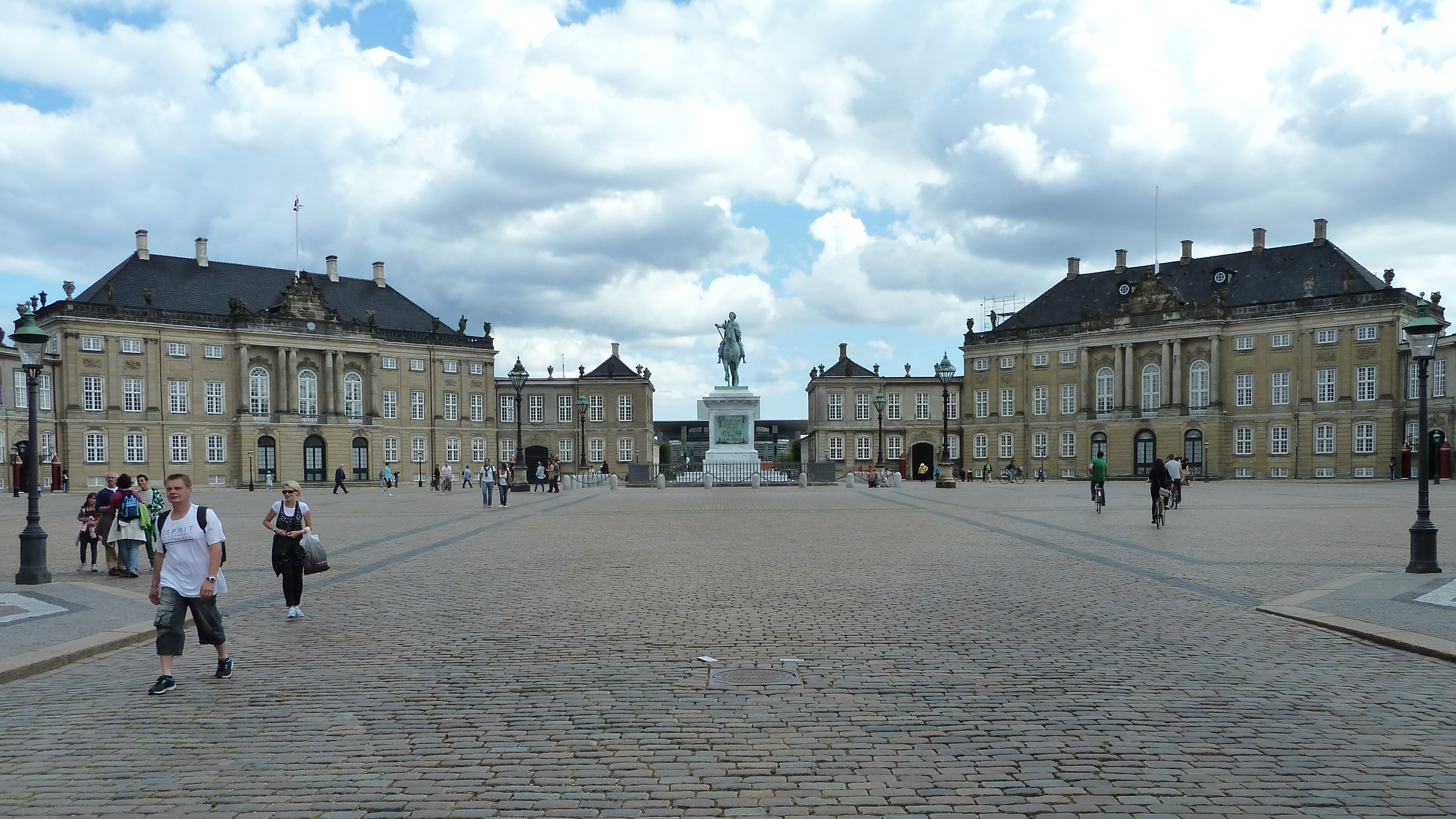
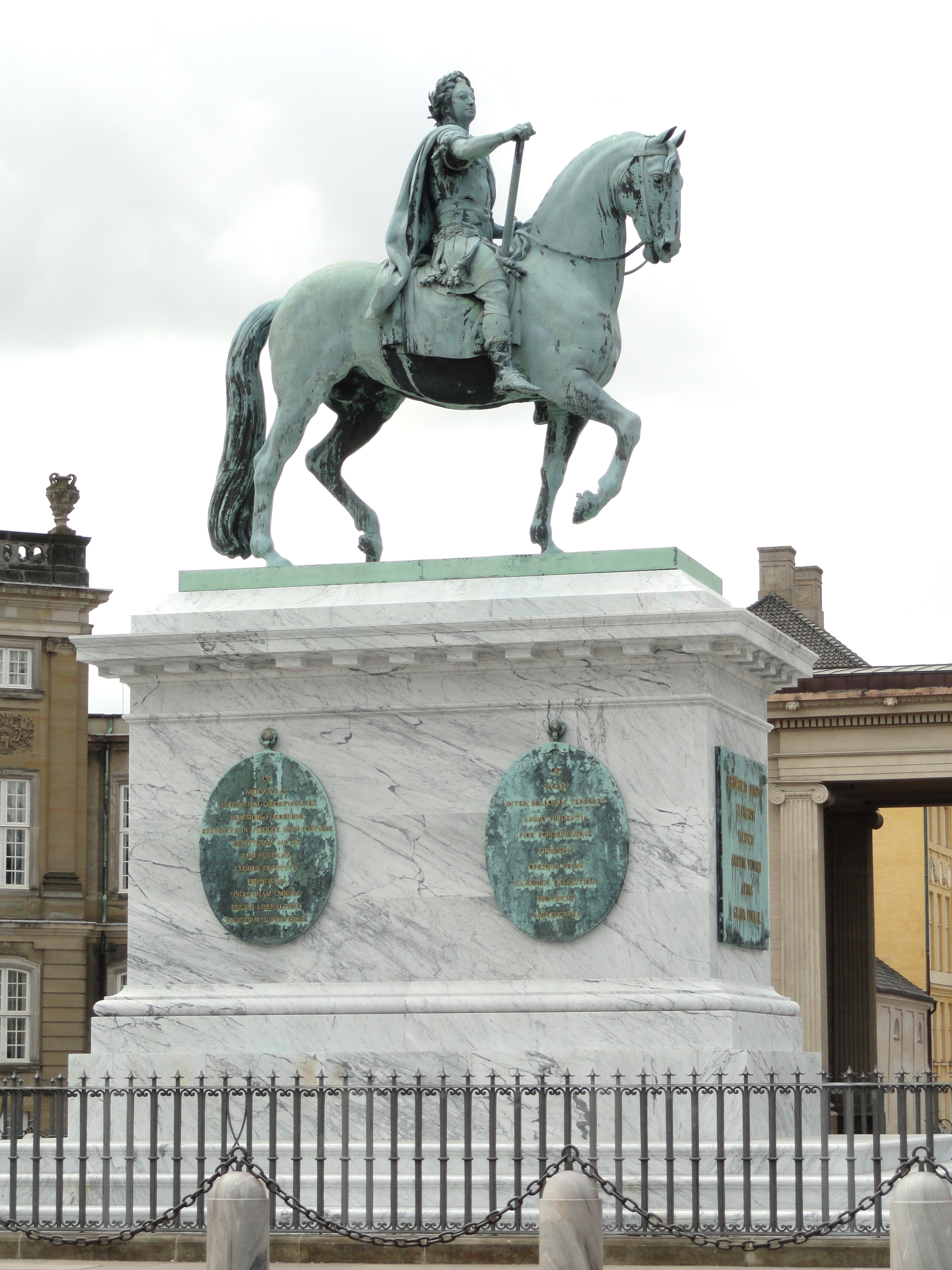
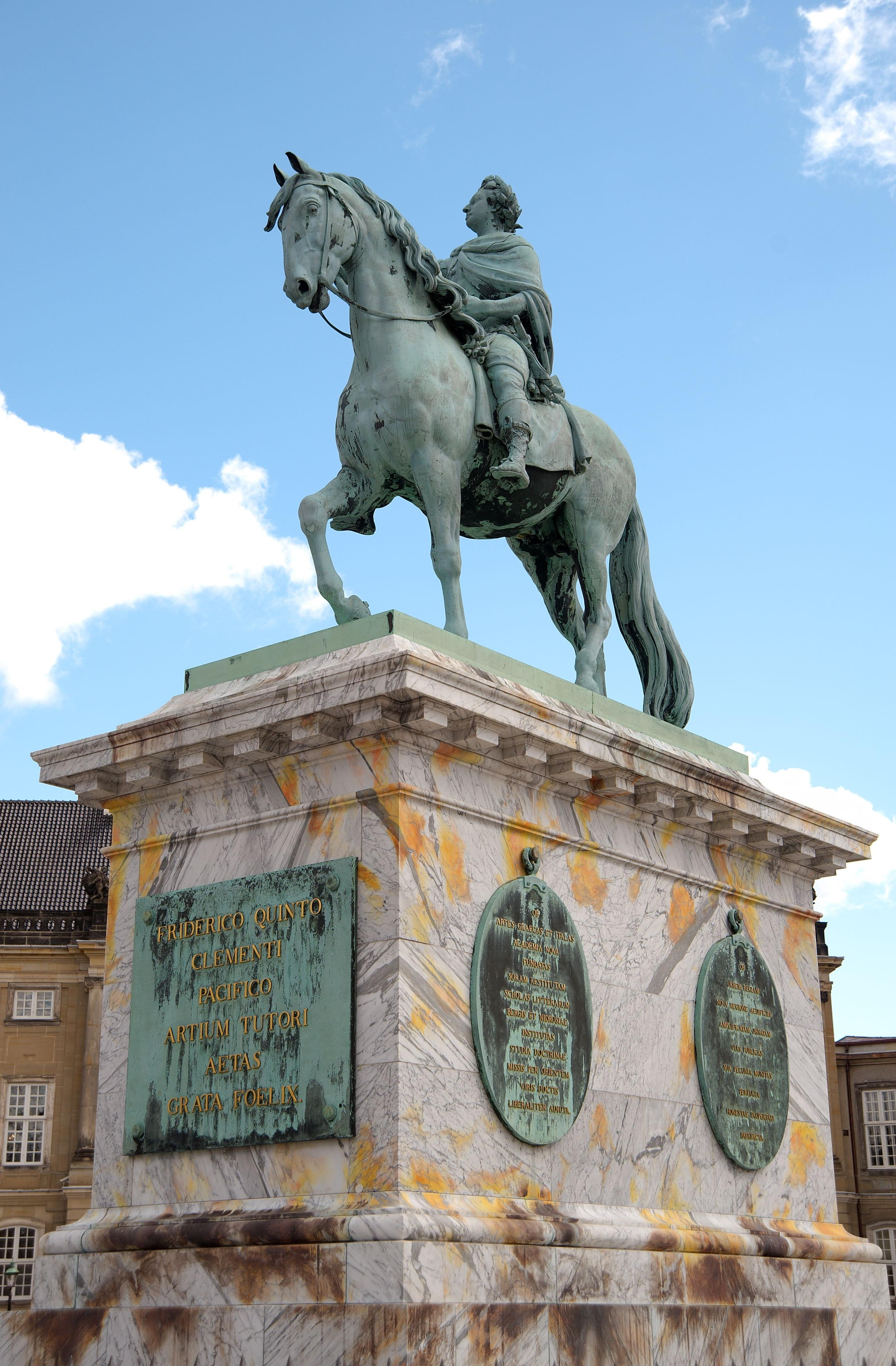